# Liste der Biografien/Frai
Liste der Biografien |
Portal Biografien |
Personensuche
# |
A |
B |
C |
D |
E |
F |
G |
H |
I |
J |
K |
L |
M |
N |
O |
P |
Q |
R |
S |
T |
U |
V |
W |
X |
Y |
Z |
?
 
Fa |
Fe |
Ff |
Fh |
Fi |
Fj |
Fk |
Fl |
Fm |
Fn |
Fo |
Fr |
Ft |
Fu |
Fy
 
Fra |
Frc |
Fre |
Frg |
Fri |
Frk |
Frl |
Fro |
Fru |
Fry
 
Fraa |
Frab |
Frac |
Frad |
Frae |
Fraf |
Frag |
Frah |
Frai |
Fraj |
Frak |
Fral |
Fram |
Fran |
Frao |
Frap |
Fraq |
Frar |
Fras |
Frat |
Frau |
Frav |
Fraw |
Fray |
Fraz
Die Liste der Biografien führt alle Personen auf, die in der deutschsprachigen Wikipedia einen Artikel haben. Dieses ist eine Teilliste mit 33 Einträgen von Personen, deren Namen mit den Buchstaben „Frai“ beginnt.

## Frai
- Frai, Christine (* 1965), deutsche Fußballschiedsrichterin

### Fraid
- Fraider, Manfred (1935–2012), deutscher Politiker (SPD), MdHB
- Fraido, Bischof von Speyer

### Fraig
- Fraigneau, André (1905–1991), französischer Schriftsteller

### Fraik
- Fraikin, Charles Auguste (1817–1893), belgischer Bildhauer

### Frail
- Frail, Dale (* 1961), kanadischer Radioastronom
- Fraile Celaya, Susana (* 1978), spanische Handballspielerin
- Fraile, Alfredo (1912–1994), spanischer Kameramann, Filmproduzent und Regisseur
- Fraile, Gorka (* 1978), spanischer Tennisspieler
- Fraile, Omar (* 1990), spanischer Radrennfahrer

### Fraim
- Fraiman, Zohar (* 1987), israelische Malerin

### Frain
- Frain, James (* 1968), britischer Film- und TheaterschauspielerJames Frain (* 1968)

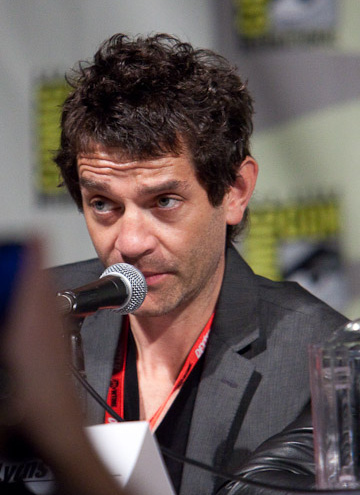
James Frain (* 1968)

- Frainah, Reem, palästinensische Frauenrechtlerin
- Fraine, Greg (* 1962), neuseeländischerscher Radrennfahrer
- Fraine, John H. (1861–1943), US-amerikanischer Politiker
- Frainer, Clóvis (1931–2017), brasilianischer Ordensgeistlicher, römisch-katholischer Erzbischof von Juiz de Fora
- Frainer, Martin (* 1977), österreichischer Komponist und Produzent

### Fraip
- Fraipont, Gustave (1849–1923), belgisch-französischer Maler, Illustrator, Bildhauer, Plakatkünstler und Schriftsteller

### Frais
- Frais, Josef (1946–2013), tschechischer Schriftsteller
- Frais, Karl (1948–2023), österreichischer Politiker (SPÖ), Landtagsabgeordneter
- Fraisl, Martin (* 1993), österreichischer FußballspielerMartin Fraisl (* 1993)

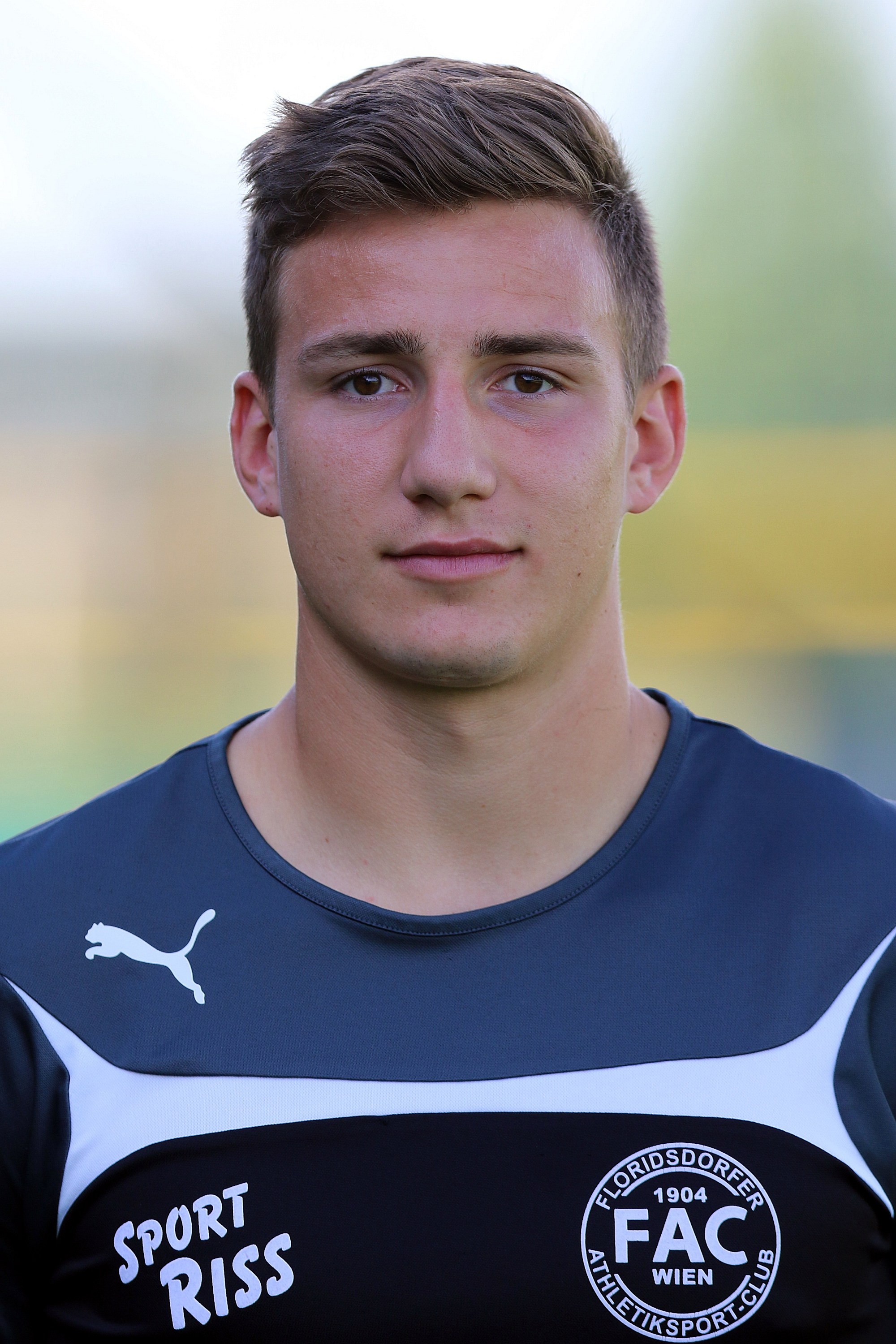
Martin Fraisl (* 1993)

- Fraiss, Mario (* 1978), österreichischer Radiomoderator und Journalist
- Fraisse, Abraham (1724–1797), Schweizer Tuchhändler, Kaufmann und Architekt
- Fraisse, Geneviève (* 1948), französische Philosophin, Autorin, Historikerin und Politikerin, MdEP
- Fraisse, Henri (1804–1841), Schweizer Architekt
- Fraisse, Jean-Abraham (1771–1812), Schweizer Architekt
- Fraisse, Ottfried, deutscher Judaist
- Fraiße, Paul (1851–1909), deutscher Zoologe und Hochschullehrer
- Fraisse, Robert (* 1940), französischer Kameramann
- Fraïssé, Roland (1920–2008), französischer Mathematischer Logiker
- Fraissl, Johann (1910–1997), österreichischer Politiker (ÖVP), Landtagsabgeordneter
- Fraissler, Simon (* 1986), österreichischer Filmemacher und Dokumentarfilmer

### Fraiz
- Fraizer, Ike (1874–1932), US-amerikanischer Politiker